# مسجد کجبافان
مسجد کج بافان مربوط به دوره قاجار است و در دزفول، جنب پل قدیم کوچه انصارالمهدی (عج) (ناهید سابق) واقع شده و این اثر در تاریخ ۹ اردیبهشت ۱۳۸۲ با شمارهٔ ثبت ۸۳۸۷ به‌عنوان یکی از آثار ملی ایران به ثبت رسیده‌است.